# 河田山古墳群

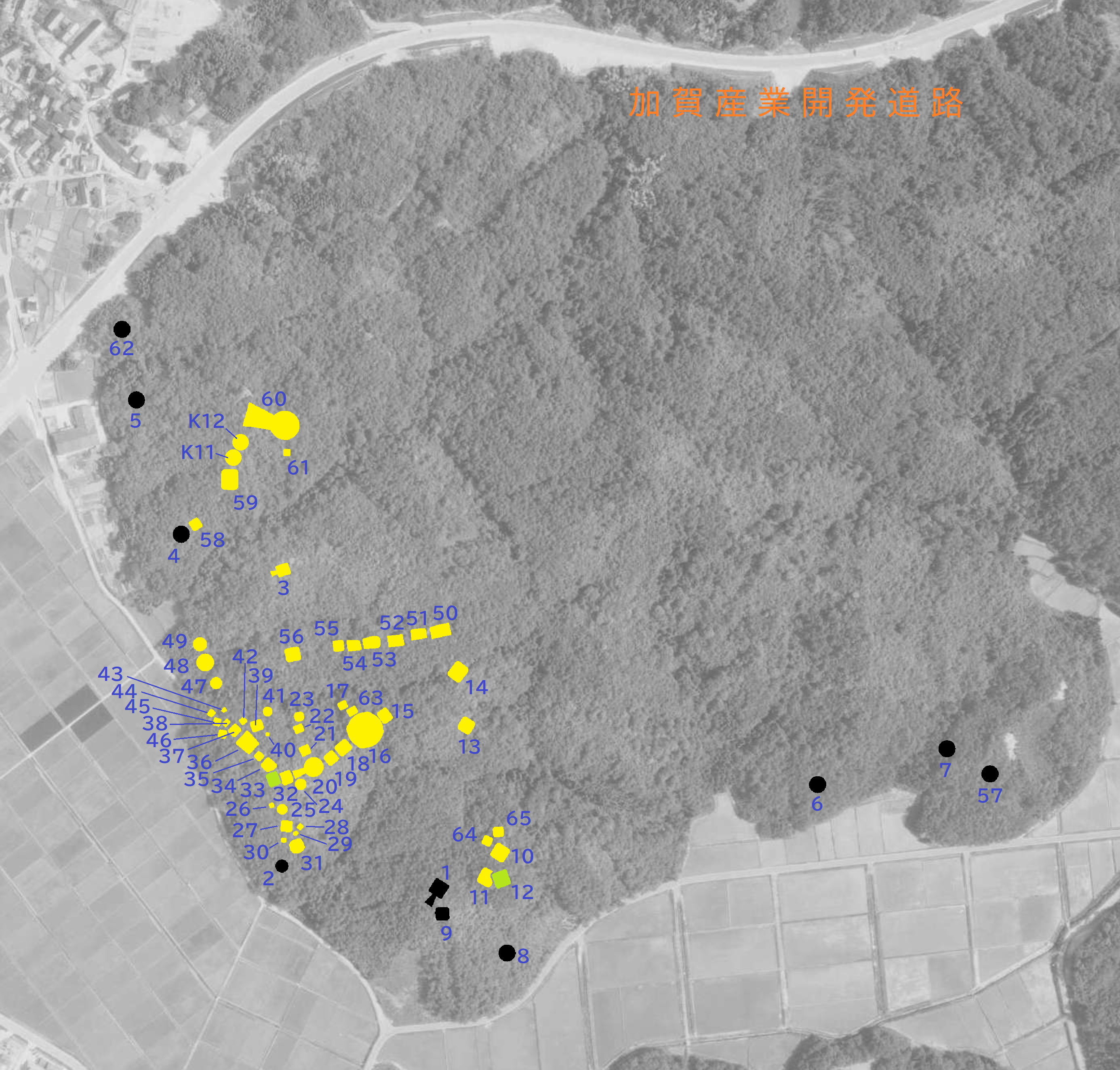
河田山古墳群全体図（空中写真に重ね合せ）。
黒：現存する古墳。黄：団地造成で消滅した古墳。緑：移築保存した古墳。
1979年。

河田山古墳群（こうだやまこふんぐん）は、石川県小松市北東部にある古墳の集まりをいう。1980年代後半の小松市東部産業振興団地（国府台）造成に伴い、大部分が発掘調査後消滅した。
アーチ形切石積横穴式石室を備える12号墳等がある。

## 構成内容
小松市公式ページ等では総数65基としている。
しかしながら、小松市による調査報告書中の59号墳の項目で、「地形測量図から見ると59号墳の尾根上方にはさらに方墳が存在しても良いようである」、としている。
一方で当該箇所に金沢大学考古学研究会が発掘調査前の分布調査で2つの古墳を確認しており、これらをK11号墳・K12号墳として追加しておく。
- 前方後円墳 2基
- 前方後方墳 2基
- 円墳 24基
- 方墳 35基
- 横穴墓？ 1基
- 不詳 3基

| 名称    | 墳形       | 径（辺）(m) | 高さ(m) | 備考                                   | 出典        |
| ------- | ---------- | ----------- | ------- | -------------------------------------- | ----------- |
| 1号墳   | 前方後方墳 |             |         | 規模は本文参照。現存。                 |             |
| 2号墳   | 円墳       | 12×10       | 1.6     | 棚状墳丘。現存。                       | [ 4 ]       |
| 3号墳   | 前方後方墳 |             |         | 規模は本文参照                         |             |
| 4号墳   | 円墳       | 27×23       | 1.8     | 半壊。現存。                           | [ 4 ]       |
| 5号墳   | 円墳       | 12          | 1.3     | 棚状墳丘。自然隆起？現存。             | [ 4 ]       |
| 6号墳   | 横穴墓？   |             |         | 須恵器坏等。現存。                     | [ 5 ]       |
| 7号墳   | 円墳       |             |         | 須恵器坏等、6世紀代。現存。            | [ 5 ]       |
| 8号墳   | 円墳       |             |         | 詳細報告なし。現存。                   | [ 6 ]       |
| 9号墳   | 方墳       | 13          |         | 切石積横穴式石室？ 現存。              | [ 5 ] [ 7 ] |
| 10号墳  | 方墳       | 13          | 1.8     | 主体部から鉄製鉇破片                   | [ 8 ]       |
| 11号墳  | 方墳       | 12          | 1       | 弥生時代の竪穴建物と重なる             | [ 8 ]       |
| 12号墳  | 方墳       | 14×14.5     | 3       | 移築保存。                             | [ 5 ]       |
| 13号墳  | 方墳？     | 13          | 1.5     | 主体部検出されず                       | [ 9 ]       |
| 14号墳  | 方墳？     | 17.5        | 2.3     | 自然隆起？                             | [ 9 ]       |
| 15号墳  | 方墳       | 11×14       | 1       | 主体部から勾玉、短剣、鉇               | [ 10 ]      |
| 16号墳  | 円墳       | 27          | 1.5     | 最大の円墳                             | [ 10 ]      |
| 17号墳  | 方墳       | 7           | 0.7     | 主体部から刀                           | [ 10 ]      |
| 18号墳  | 方墳       | 13～15      | 1.5     | 主体部流出                             | [ 10 ]      |
| 19号墳  | 方墳       | 12          | 1.3     | 周溝から短刀                           | [ 10 ]      |
| 20号墳  | 前方後円墳 |             |         | 規模は本文参照                         |             |
| 21号墳  | 方墳       | 10×9.5      | わずか  | 主体部から竪櫛・素文鏡                 | [ 10 ]      |
| 22号墳  | 方墳       | 9.5×8       | ？      | 主体部から剣・鉇・鉄斧等               | [ 10 ]      |
| 23号墳  | 円墳？     | 10          | 流出    | 主体部想定位置から鉄剣                 | [ 10 ]      |
| 24号墳  | 円墳       | 11          | 流出    | 周溝から土師器片                       | [ 10 ]      |
| 25号墳  | 円墳       | 10          | 流出    | 周溝から須恵器・土師器多数             | [ 10 ]      |
| 26号墳  | 円墳       | 5           | 流出    | 周溝外から土師器片。本墳のものか不明   | [ 10 ]      |
| 27号墳  | 方墳       | 12          | 流出    | 割竹形木棺                             | [ 10 ]      |
| 28号墳  | 方墳？     | 6.5         | 流出    | 玉類多数・鉄柄刀子                     | [ 10 ]      |
| 29号墳  | 円墳？     | 6           | 流出    | 周溝から土師器𤭯(はそう)               | [ 10 ]      |
| 30号墳  | 円墳？     | 6.5         | 流出    | 周溝から土師器・須恵器                 | [ 10 ]      |
| 31号墳  | 円墳？     | 13          | 2.5     | 主体部から刀類・竪櫛                   | [ 10 ]      |
| 32号墳  | 方墳       | 10～13      | 0.7     | 周溝から土師器甕片・須恵器甕片         | [ 10 ]      |
| 33号墳  | 方墳       | 9.5×9       | 0.9     | 石室移築保存。                         | [ 5 ]       |
| 34号墳  | 方墳       | 12.5        | 流出    | 周溝から壺、主体部から鉄剣             | [ 10 ]      |
| 35号墳  | 方墳       | 9           | 流出    | 周溝から壺                             | [ 10 ]      |
| 36号墳  | 方墳       | 17          | 3       | 周溝から高坏、主体部から鉄剣等         | [ 10 ]      |
| 37号墳  | 方墳       | 10          |         | 墳丘より土師器埦                       | [ 10 ]      |
| 38号墳  | 方墳？     | 8～9        | 流出    | 丸底舟形木棺？                         | [ 10 ]      |
| 39号墳  | 方墳       | 11×10.5     | 1.7     | 主体部から勾玉・管玉・ガラス小玉       | [ 10 ]      |
| 40号墳  | 円墳       | 4.5         | 流出    |                                        | [ 10 ]      |
| 41号墳  | 円墳       | 9           | 流出    | 周溝から土師器埦・直口壺               | [ 10 ]      |
| 42号墳  | 方墳       | 7           | 流出    | 主体部から鍬鋤先・鉇・鎌等             | [ 10 ]      |
| 43号墳  | 方墳       | 4～6.5      | 流出    | 周溝から須恵器坏蓋、主体部から直刀等   | [ 10 ]      |
| 44号墳  | 方墳       | 6.5～8      | 流出    | 墳丘より須恵器小型壺片、主体部から鉄剣 | [ 10 ]      |
| 45号墳  | 方墳       | 8           | 流出    | 遺物検出されず                         | [ 10 ]      |
| 46号墳  | 方墳       | 8           | 流出    | 主体部から刀子                         | [ 10 ]      |
| 47号墳  | 円墳       | 11.5        | 流出    | 周溝から土師器高坏6～7個体分           | [ 11 ]      |
| 48号墳  | 円墳       | 16          | 流出    | 周溝に3か所の掘り残しあり              | [ 11 ]      |
| 49号墳  | 円墳       | 13          | 流出    | 周溝から土師器・須恵器・大型刀         | [ 11 ]      |
| 50号墳  | 方墳       | 18          | 1.7     | 9世紀ころの須恵器坏細片出土            | [ 9 ]       |
| 51号墳  | 方墳       | 15          | 1.2     | 斜面下方テラスから土師器高坏・器台     | [ 9 ]       |
| 52号墳  | 方墳       | 13.5        |         | 土師器細片                             | [ 9 ]       |
| 53号墳  | 円墳？     | 15.5        |         | 土師器壺細片                           | [ 9 ]       |
| 54号墳  | 円墳？     | 13          |         | 古墳の片鱗。墳形認定困難               | [ 9 ]       |
| 55号墳  | 円墳？     | 11          |         | 古墳の片鱗。墳形認定困難               | [ 9 ]       |
| 56号墳  | 方墳       | 13×13.5     | 1.8     | 土師器、主体部より剣                   | [ 9 ]       |
| 57号墳  | 不詳       |             |         | 詳細報告なし。現存。                   | [ 6 ]       |
| 58号墳  | 方墳       | 12          | 0.9     | 遺物検出されず                         | [ 3 ]       |
| 59号墳  | 方墳       | 18.5        | 3       | 粘土槨、主体部から鉄剣                 | [ 3 ]       |
| 60号墳  | 前方後円墳 |             |         | 規模は本文参照                         |             |
| 61号墳  | 円墳？     | 12          |         | 自然隆起？                             | [ 3 ]       |
| 62号墳  | 不詳       |             |         | 詳細報告なし。現存。                   | [ 6 ]       |
| 63号墳  | 不詳       |             |         | 長さ3.5mの土壙のみ残存。小型壺片       | [ 10 ]      |
| 64号墳  | 方墳       | 8           | 流出    | 周溝から土師器甕                       | [ 8 ]       |
| 65号墳  | 方墳       | 11          | 流出    |                                        | [ 8 ]       |
| K11号墳 | 円墳       | 10×5        | 1.3     | 棚状墳丘                               | [ 4 ]       |
| K12号墳 | 円墳       | 12          | 1.3     | 尾根側が削られる                       | [ 4 ]       |

## 主な古墳

### 河田山1号墳

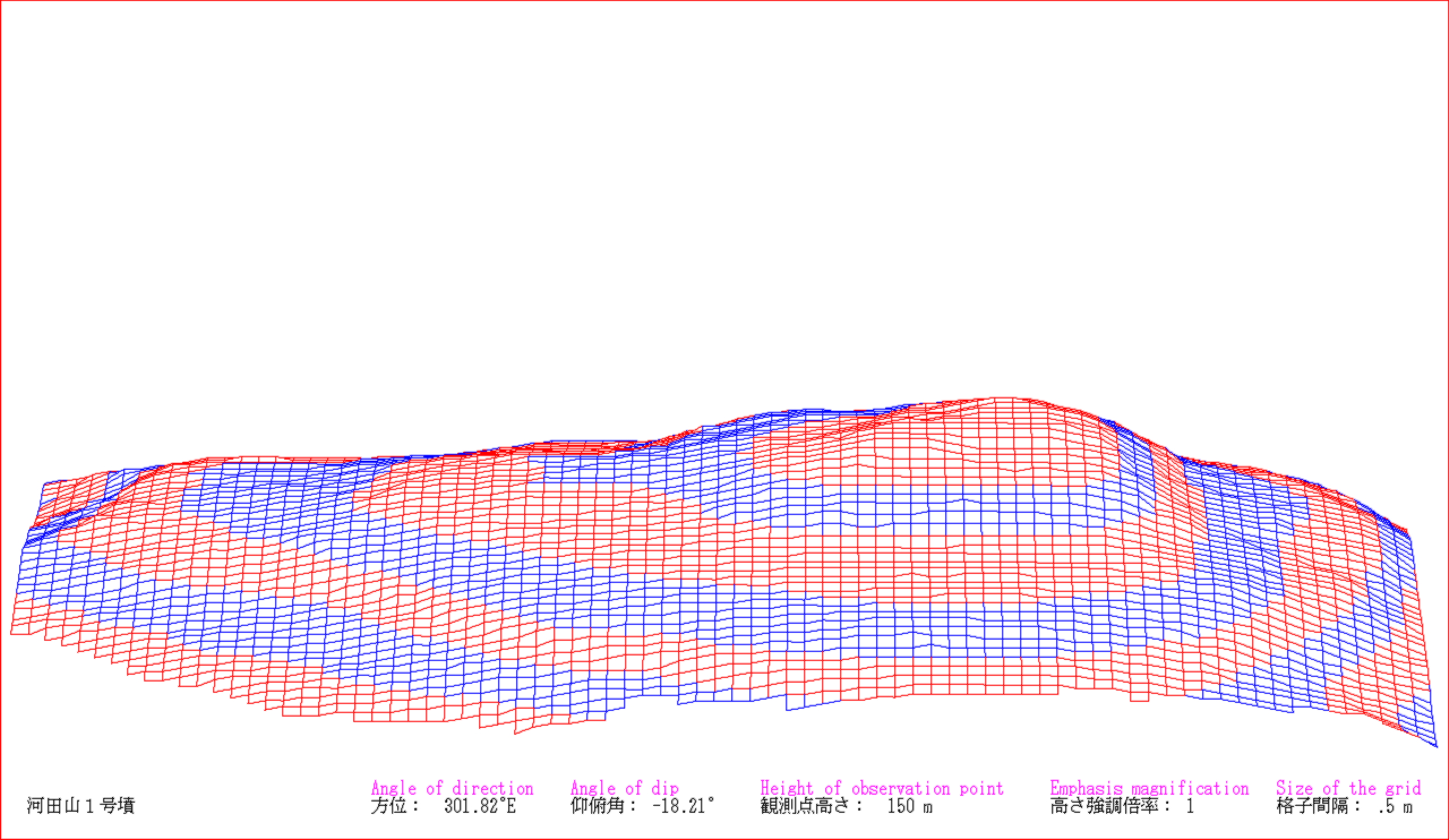
3DCGで描画した河田山1号墳
（右側が後方部）

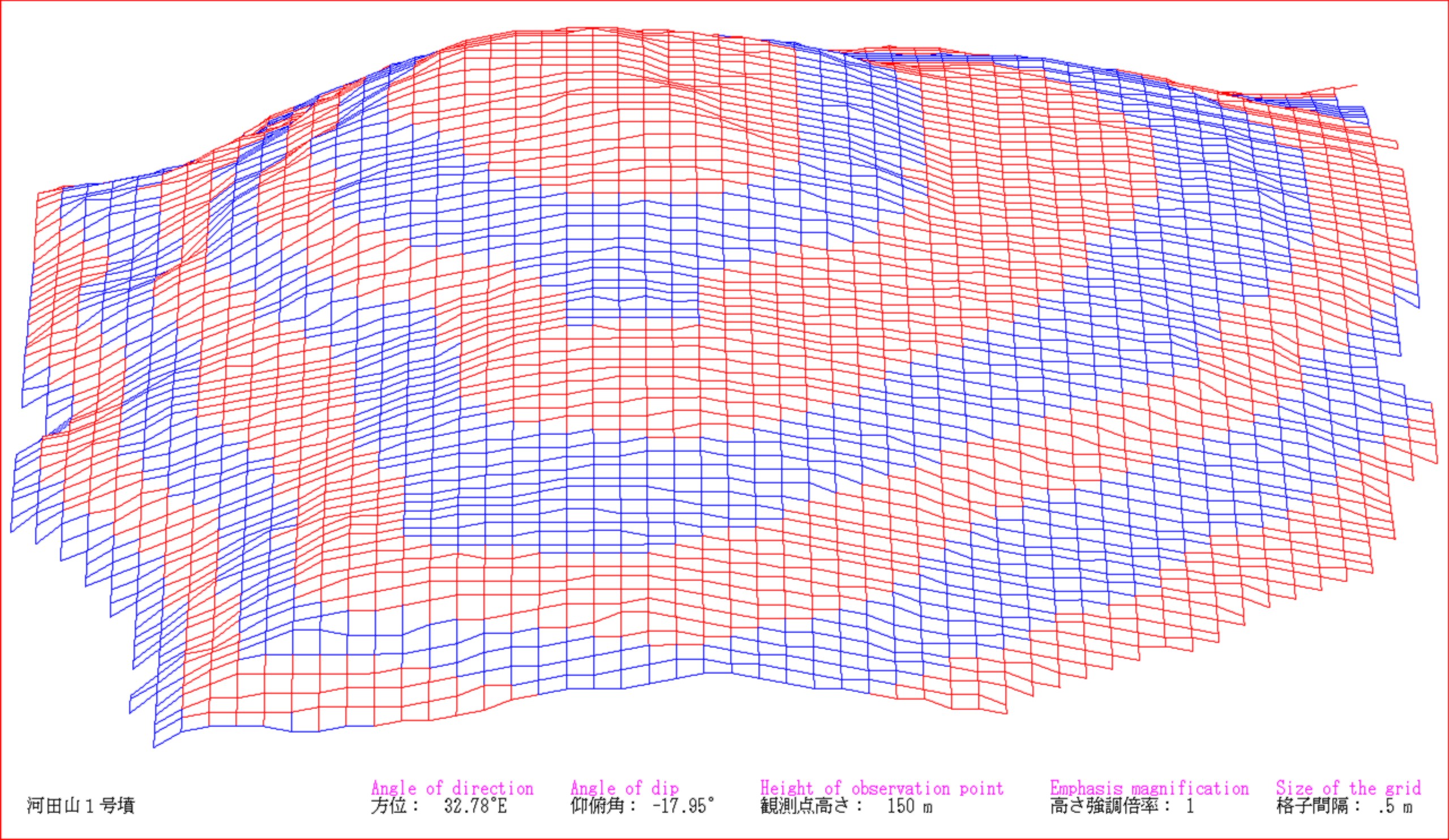
3DCGで描画。前方部方向から見る
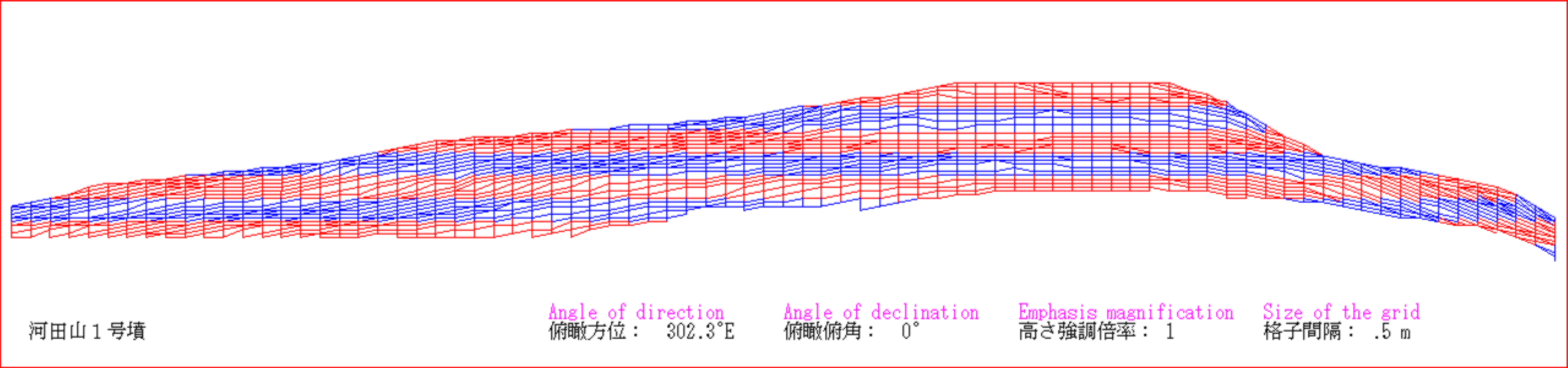
3DCGで描画。真横から見る。右側が後方部

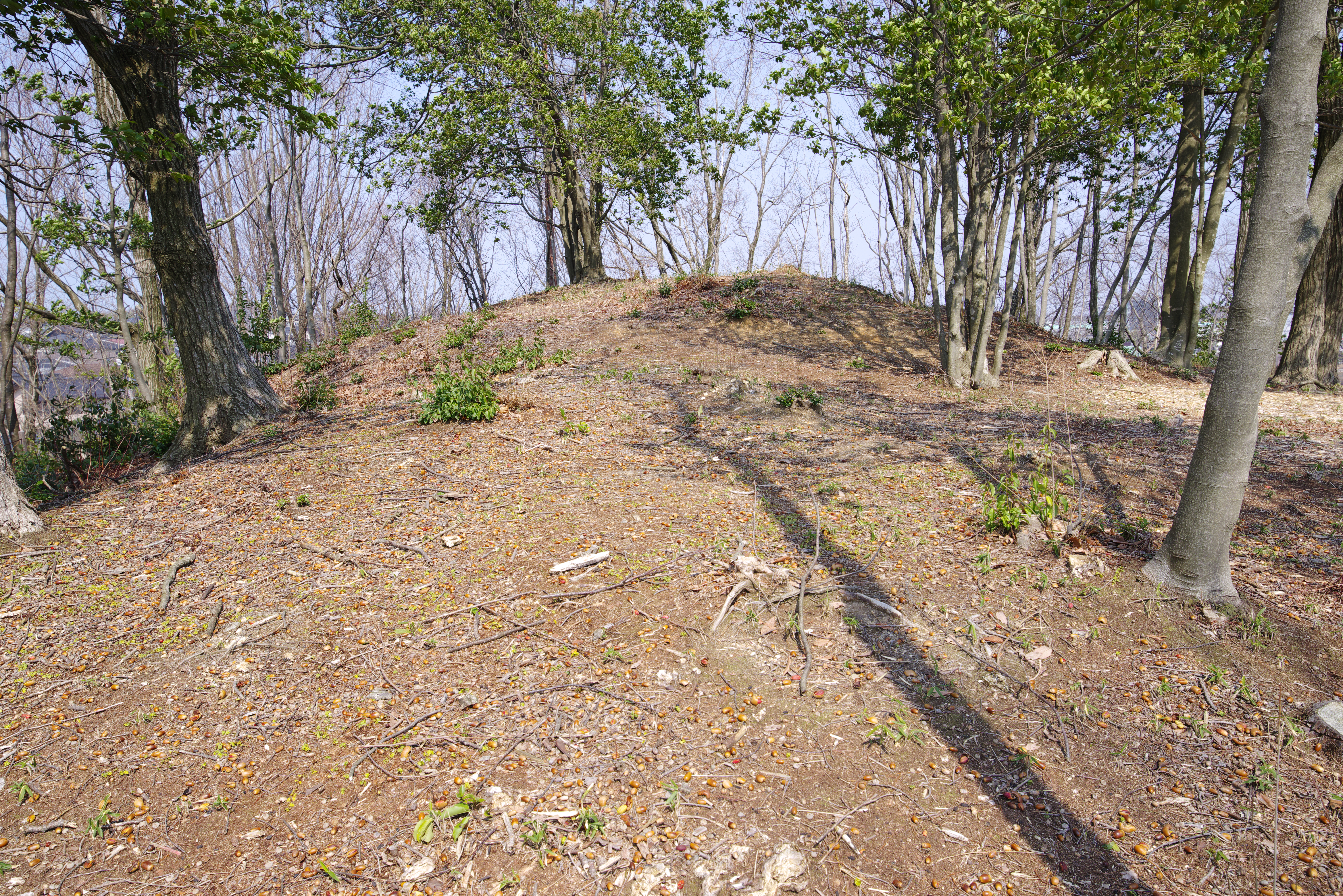
前方部から見た1号墳

石川考古学研究会による南加賀地域が対象となった県内主要古墳群分布調査第2年度の際、関連地域の分布調査として当地を踏査した際本墳が発見された。本古墳群発見の発端となった古墳である。現存。
1982年夏・1983年夏に金沢大学考古学研究会により発掘調査が実施された。

#### 墳丘

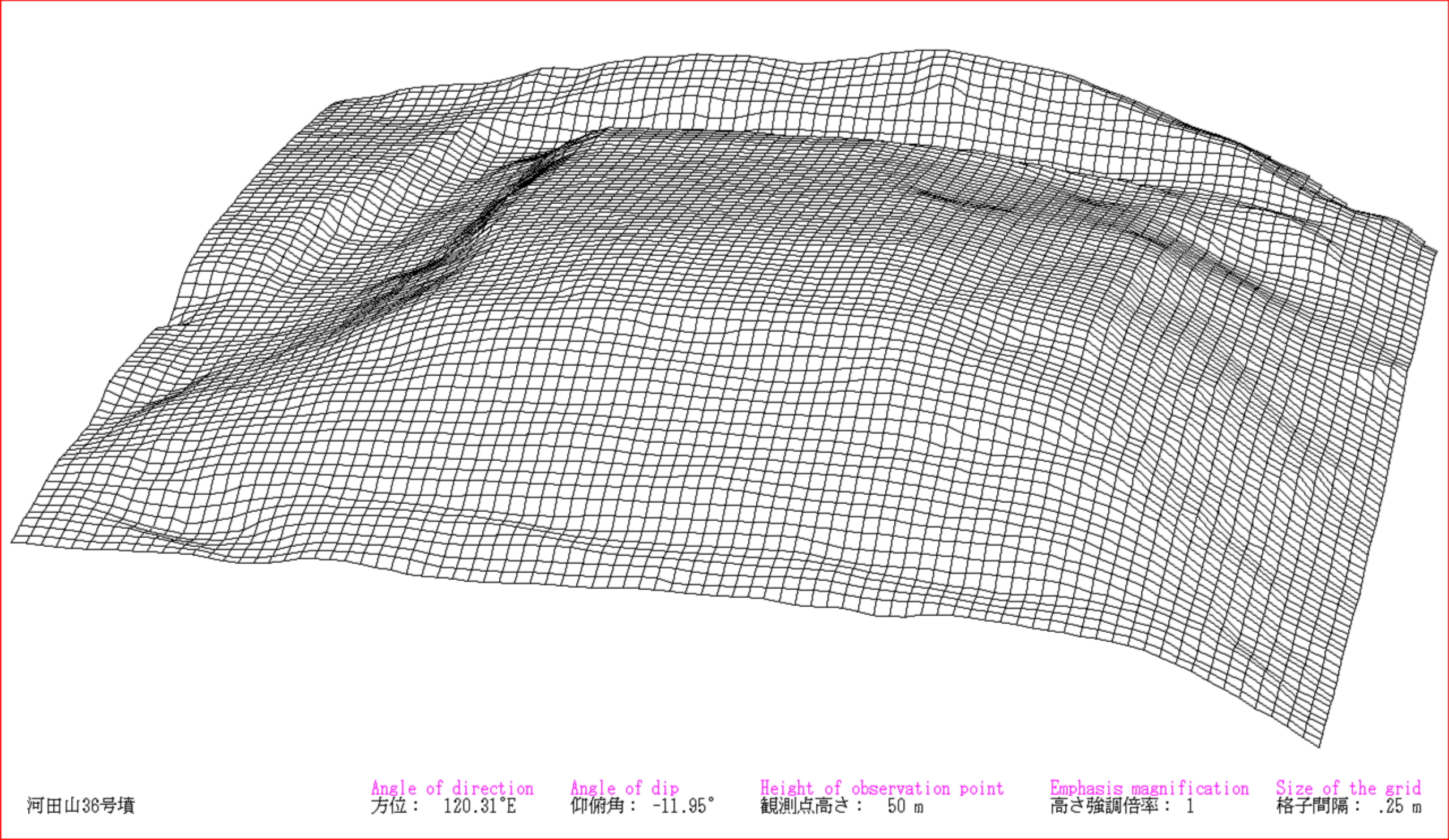
3DCGで描画した河田山36号墳(旧10号墳)

尾根自然地形を最大限に利用して造営された前方後方墳。前方部を南西に向け、主軸方向はN33°E。
前方部はくびれ部から離れるにしたがってバチ形に開き、後方部からなだらかに移行して前端部は不明瞭になっている。後方部は、墳丘の最高所である頂部で正方形、裾部では主軸と直角方向にやや長い長方形を呈している。墳丘の周囲にはテラス面がめぐるが、墳丘全体が尾根中央よりも西側の平野寄りに造られているため西側では狭くなっている。
規模は、全長約25m、後方部長約14m、後方部幅約15m。前方部前端幅は不明確だがおよそ10m。くびれ部幅は頂部で約2.2m、裾部で約3.3m。くびれ部輪郭は平野側の西側よりも東側の方が明瞭。
後方部高さはテラス面との比高が北側で約2.5m、東側で約1.7m、西側で約3.5m。前方部は後方部からの比高が約1mだが、両者間には明確な区画は見られない。くびれ部高さ約0.4m。
後方部に若干盛土による築成が見られる他は主に地山の部分的な加工・成形よりなっている。埴輪・葺石・周溝等の外部施設は検出されなかった。

#### 出土遺物
墳丘表面の流土中に弥生土器と考えられる土器の細片が数か所に見られた。しかしこれらは本墳と直接的な関係を持つものではないと考えられる。

#### 築造年代
年代を特定できる直接的な遺物はなかったが、県内の他の前方後方墳との比較から、古府クルビ式期（4世紀始めころ）と考えられる。

### 河田山3号墳

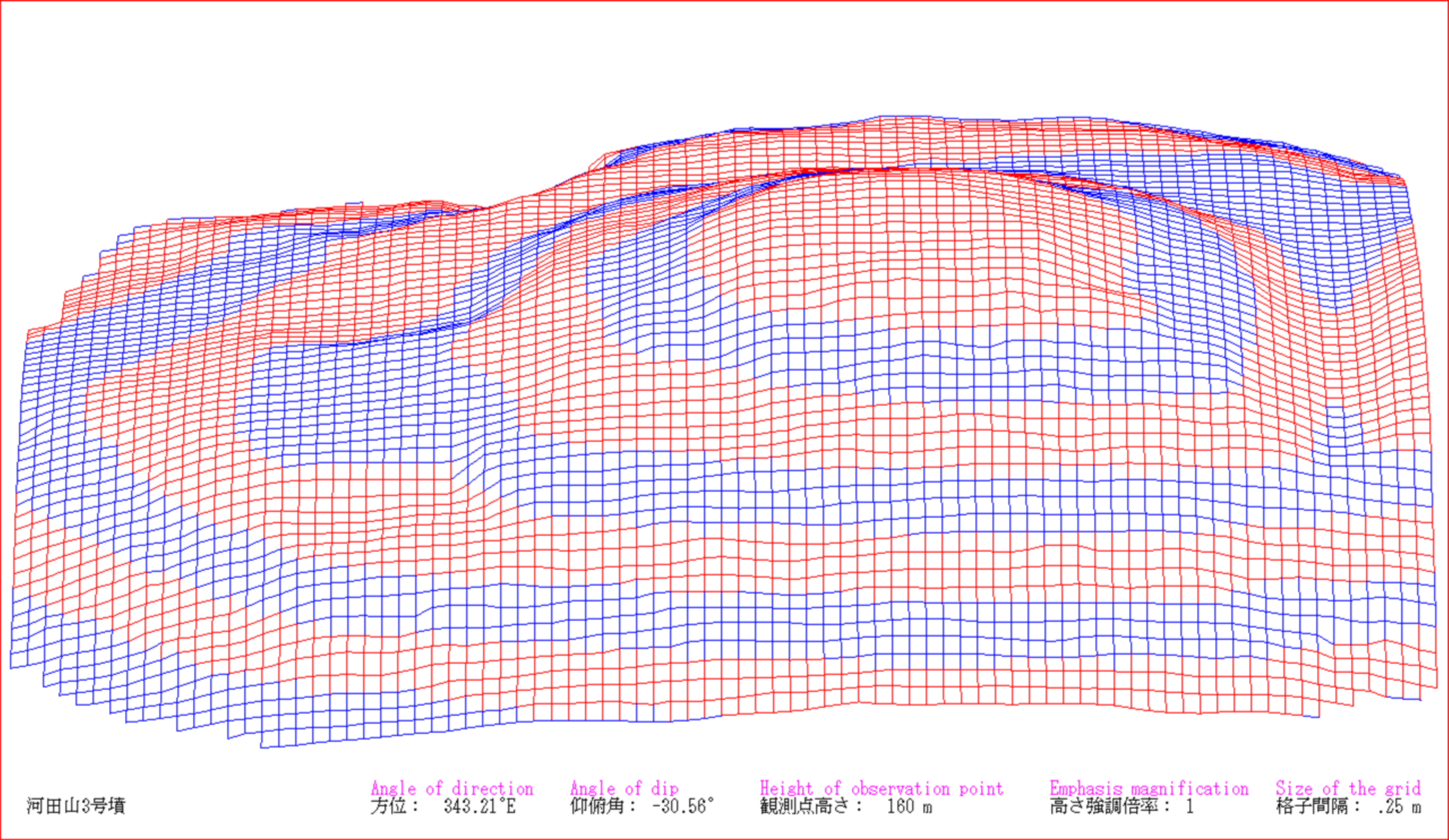
3DCGで描画した河田山3号墳
(右側が後方部)

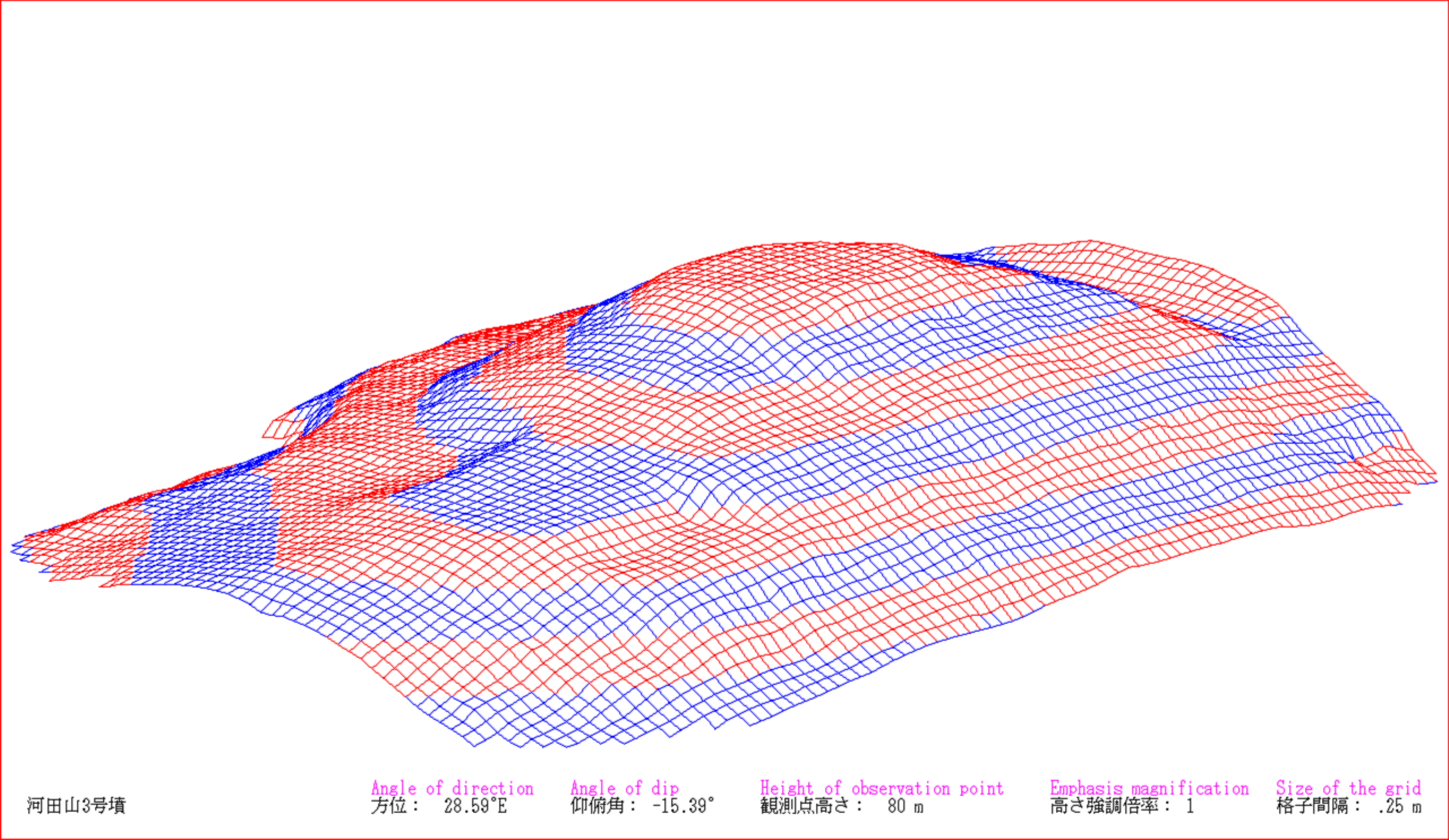
3DCGで描画。左手前に前方部
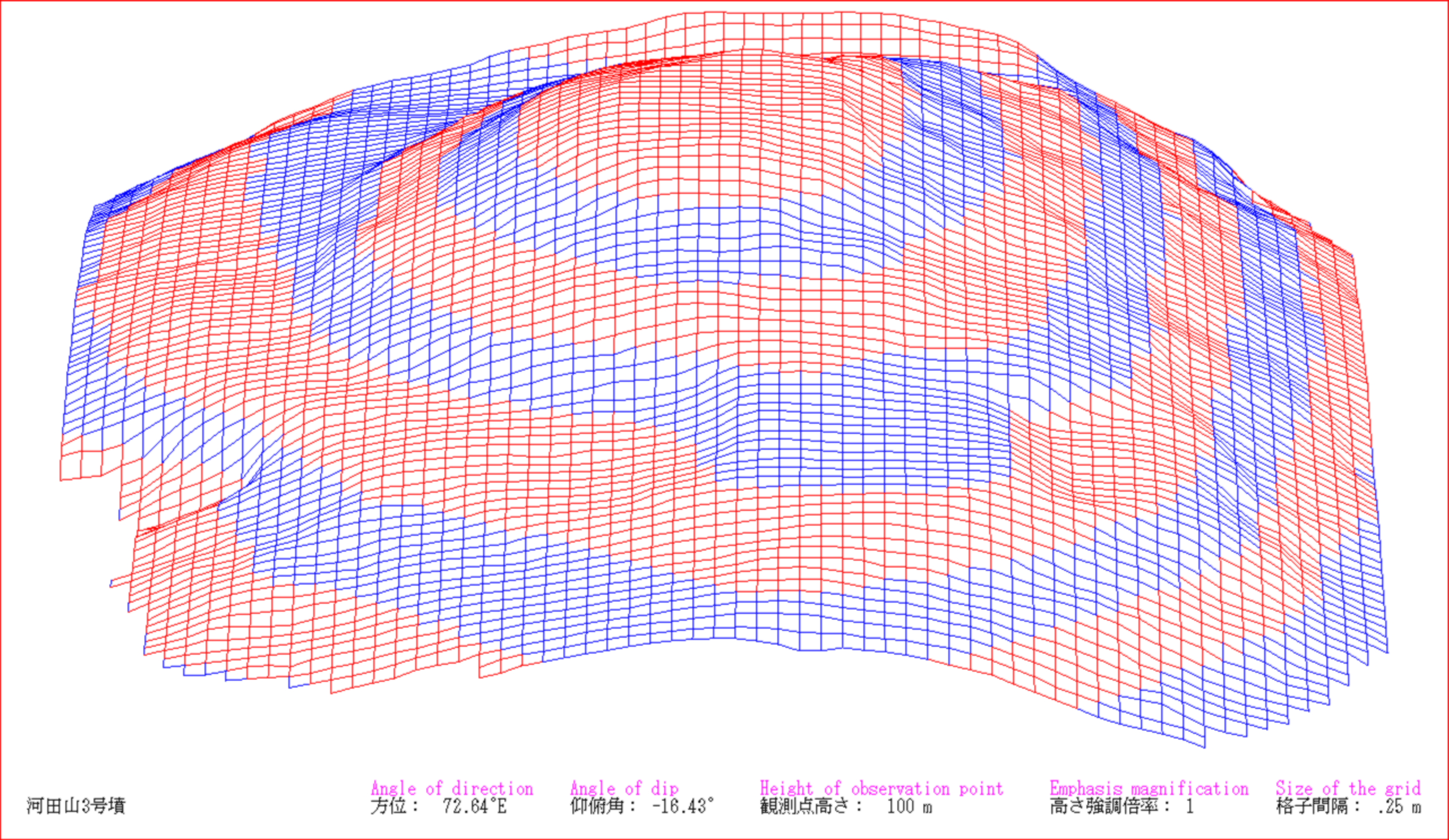
3DCGで描画。前方部正面から見る
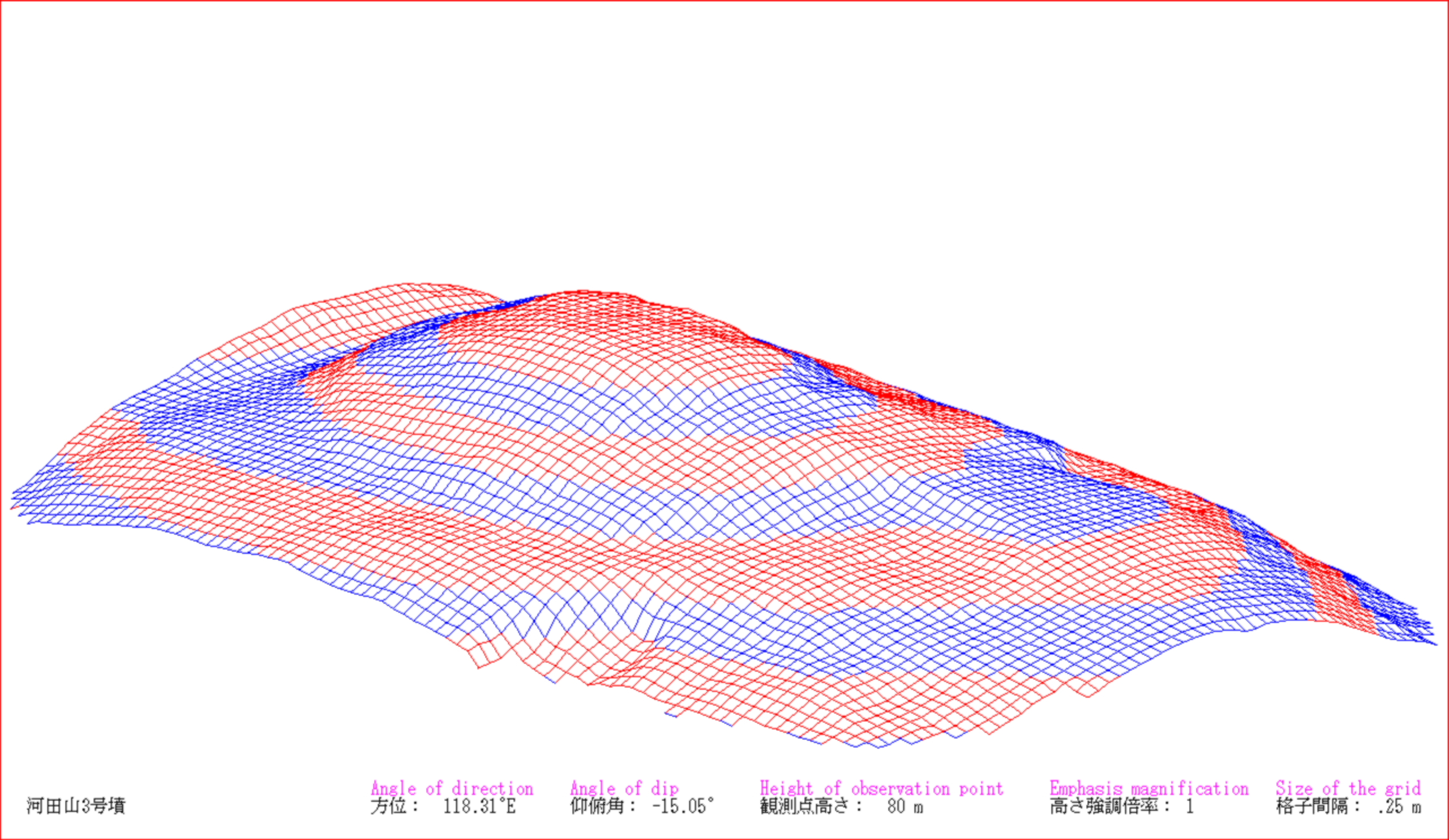
3DCGで描画。右手前に前方部
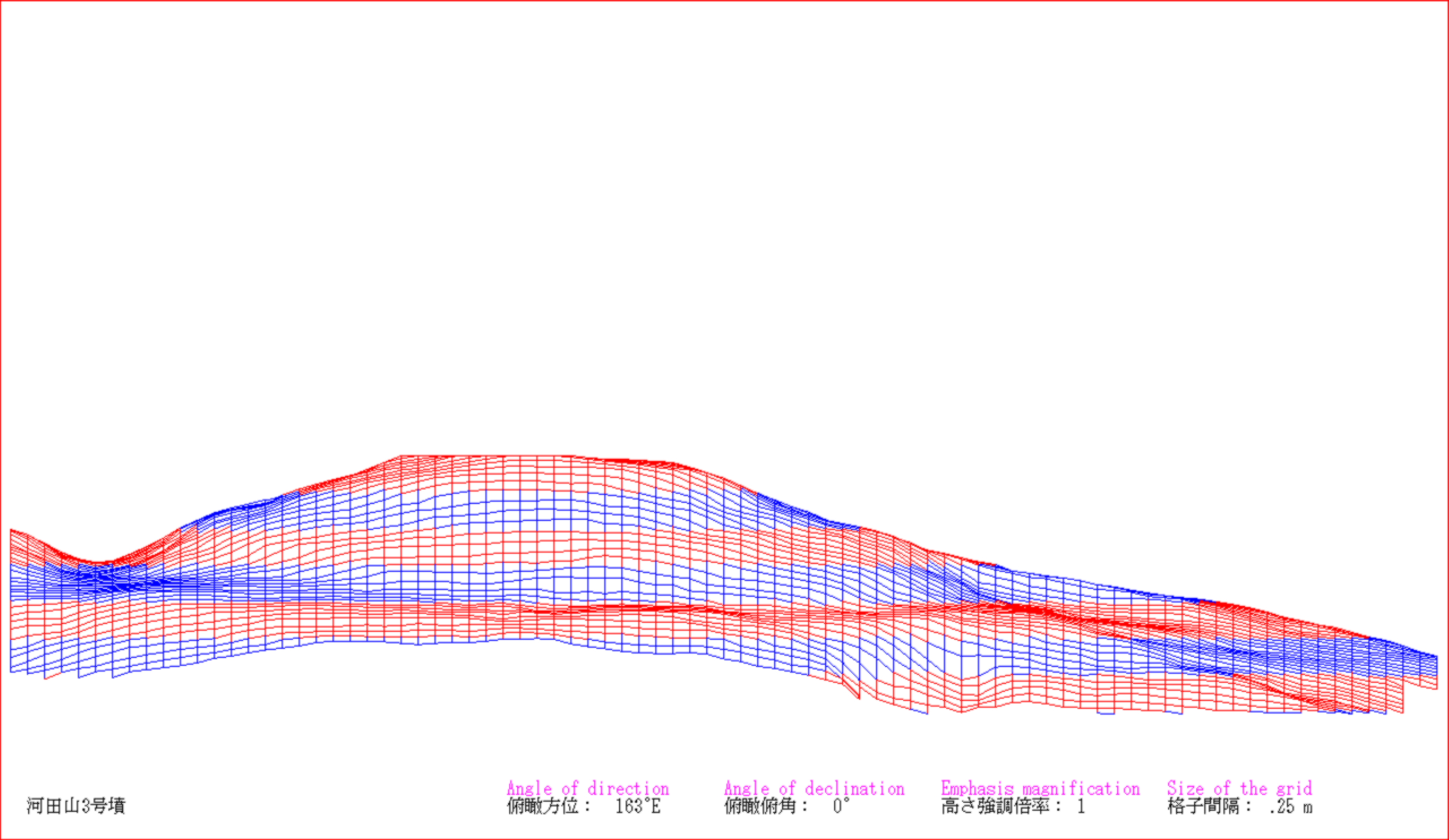
3DCGで描画。真横から見る。左側が後方部

前方後方墳。
山側の尾根を切断する周溝を設け、側縁はテラスを巡らせる。ただし墳丘の南側は墳丘が流失してくびれ部から前方部側縁にかけてのテラスのみが残存していた。
墳丘規模は全長約17.5m、後方部長13m。後方部墳頂平坦面約5.5m、墳裾との比高約1.5m。前方部前端部は周溝や明確な立ち上がりを持たず、なだらかな斜面となっていた。
主体部は全長約5m。地山まで到達しており、木棺痕跡は明瞭ではなかった。出土遺物は主体部から短剣および折り曲げた鉇（やりがんな）と思われる鉄器が出土。
『前方後円墳集成』では内部主体は墳丘主軸と平行する割竹形木棺としている。

### 河田山7号墳
目視では墳丘をかろうじて想定できる程度。トレンチ調査で14点図化できた須恵器坏等が出土。MT15型式期（6世紀前半）。

### 河田山9号墳
1号墳の南斜面に山寄せで築造。金沢大学考古学研究会が1号墳発掘時に溝状遺構を検出しており、その溝と本墳が連続することが予想される。
金沢大学考古学研究会の調査段階では、調査区が限られていたこと、弥生時代の煮沸用甕が出土したことから、古墳との断定には至らなかった。
小松市の調査では墳丘で須恵器片の集中があり、その付近には凝灰岩の屑石も多数検出されていることから、切石積横穴式石室の存在を推測している。
2023年、金沢学院大学文学部考古学ゼミで本墳を調査。一辺13mほどの方墳であることを再確認した。。

### 河田山12号墳
1号墳の東方、尾根頂部に近い斜面に山寄せで築造された方墳。本墳は発見当時、団地に入る計画道路を確保する法面上に位置したとともに、既に分譲されていた区画にも大きな影響を及ぼすことなどから原位置での保存は不可能と判断され、1号墳近くまで地面ごと切り取って30m平行移動し、墳丘を復元した史跡公園として整備することとした。

#### 墳丘

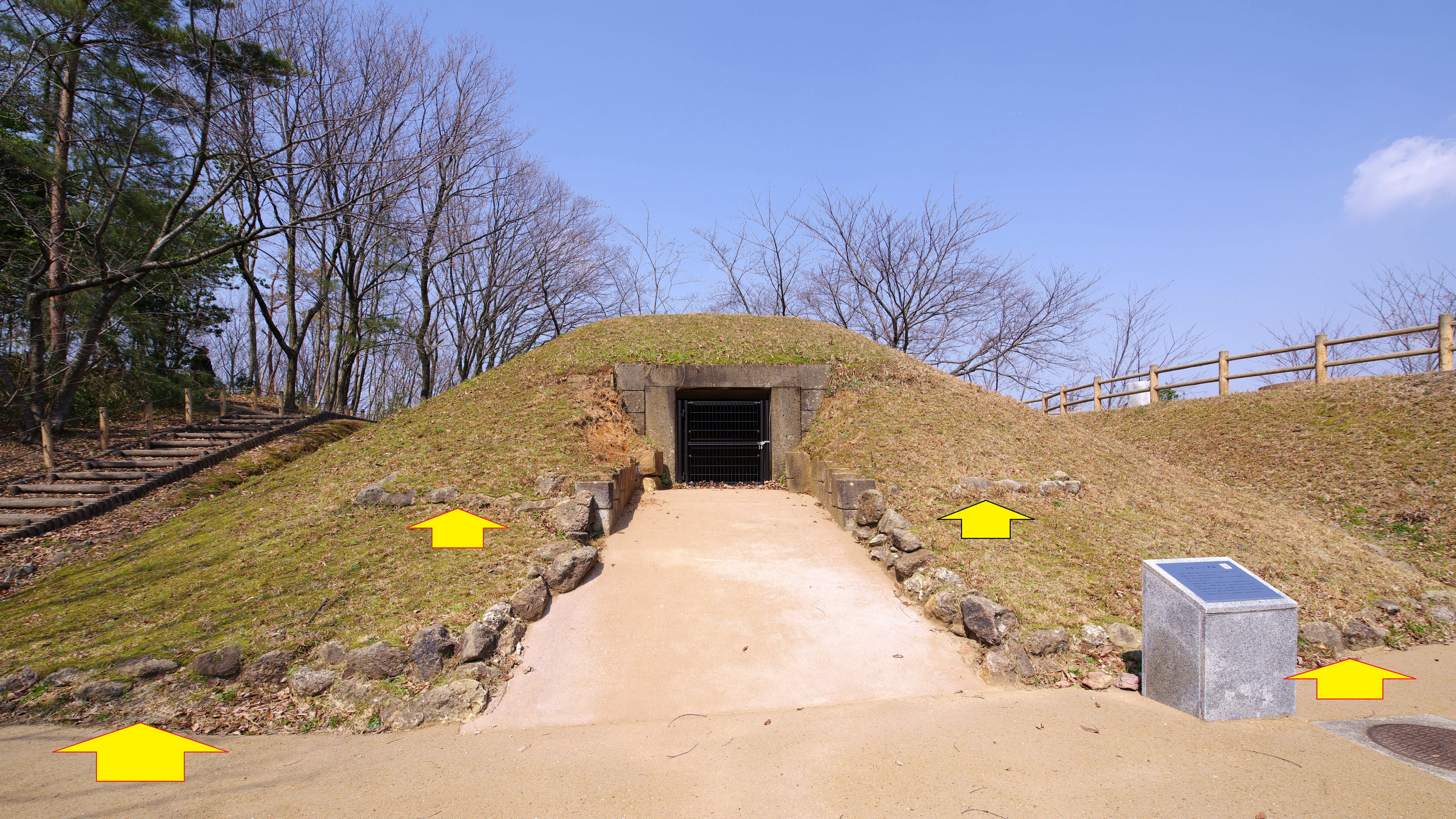
墳丘の上下2段に並ぶ外護列石（矢印部）

石室に基づく主軸はN20°Wである。山側をコの字に周溝をめぐらせ、対する前面は2段に外護列石が縁取る。墳丘規模は幅14m、主軸上で14.5m。山側周溝底部の標高は49.8m、前面下段の外護列石下底が約47mで比高は3mを測る。
表土直下に石室の一部が露出し、盗掘による破壊を受けていたこともあり、盛土はほぼ失われた状態だった。
外護列石は2段で、下段が標高約47m、上段が標高約48mラインを下底としてほぼ水平に配されている。
墳丘西側のみ残存していた上段は、石室前庭部前端から始まり、約2mにわたって直線的に4 ～5石を配した後、1石分だけ北側（山側）へ L 字に屈折する。下段も墳丘西側が良好な残存状況を示し、墓道・墳裾前面・周溝へと「コ」の字に配される。
墓道に沿う配石は崩れと撹乱が多いが、前庭部前端から墓道の傾斜に沿って直線的に配され、前面を約 5mの長さで縁取ったのち、山側へ約3mの長さで屈折する。
屈折後の外護列石は、周溝の傾斜に沿って山側へと少しずつ高くなる。
石材は、40～50cmを中心とする不整形な角礫ないしは亜角礫を用いている。ほぼ全てが石室構築石材と同じ火山礫凝灰岩で、石の質も石室とよく似ている。整えられた切石は用いていないものの、一部に加工痕跡を留めるものも認められる。
恐らく、石室構築用の石材調達時、あるいは石室構築時の副産物（粗割りなど）を利用して構築したものと考えられる。

#### 石室

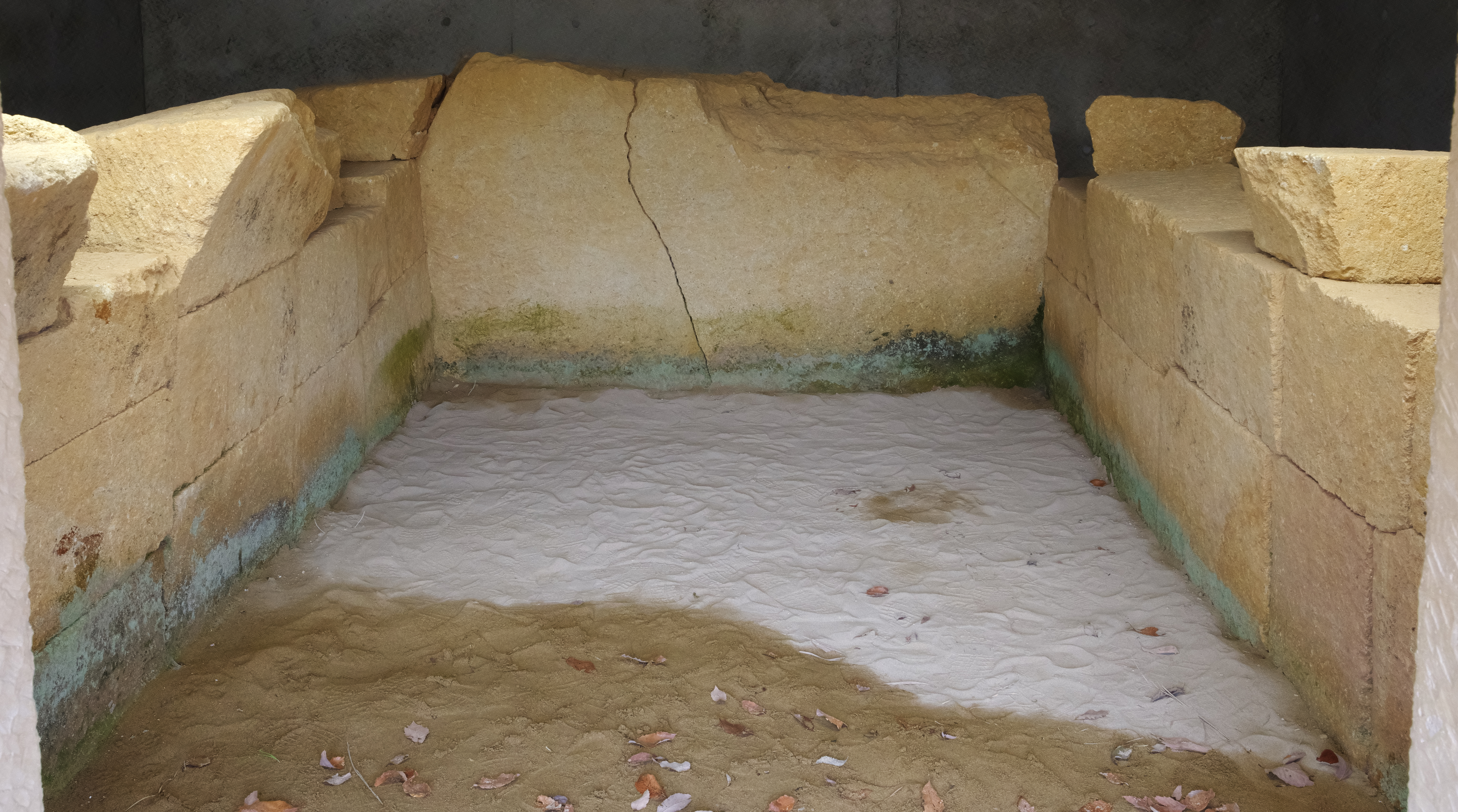
アーチ形切石積石室。石室上部の石がカーブを描きつつ内側にせり出す

埋葬施設は付近産出とみられる凝灰岩を用いた切石積横穴式石室で、石室主軸を北から 20°東へ傾けた南西方向に開口する。
石室全長は約 6.1m で玄室長約5.3m、羨道長約0.7m、前庭部長約1.9m、墓道長は約2.3mを測る。石室は盗掘や石材の抜き取りによって大きく損傷を受けており、調査時には築造時の姿は留めてはいなかった。
玄室は平面長方形をなし、右側壁の袖部まで約5.3m、幅は奥壁、中央、袖部付近いずれも約2.2mを測る。袖部より先は右側壁のみ残存していたが、石材を据えた掘方が検出されていることから、左側壁も同様に袖を持つ両袖式の構造である。
奥壁は壁体使用石材で最も大型の石材を使用しており、最大幅2.3m、厚さ50cm、床面からの残存高86cmである。
残存している側壁から見ると3段目石材より側壁が約60°のカーブを描き、同様に奥壁にも側壁に合わせた傾斜の切り欠きがあることから、側壁は上部へ幅を狭める形となる。
この特異な構造は調査時より注目されており、天井形態についてはカーブの角度からアーチ状が可能性として挙げられてきた。
ただし奥壁の切り欠きは側壁のようなカーブは描いておらず、全体として側壁が円形を描く形態となっていたと判断するには慎重を要する。
側壁が持ち送り状に幅を狭める構造であることから最上部には天井石を架構した平天井の形態と推測されるが、断定には至っていない。
石材の規格については 33号墳に比べると不揃いであり、調査時、墳丘外の斜面に多量の凝灰岩屑が見つかっていることから、石材の大まかな加工も運搬後に現場でおこなったものと考えられる。

#### 出土遺物
石室内は盗掘や石材抜き取りによって大きく攪乱されており、埋葬時の副葬位置をとどめていると考えられるものはなかった。
玄室床下の炭化物集中付近から高坏、玄室内からは坏身、土師器皿、鉄釘、大刀の鞘を装飾していた銀装鞘尻金具、銀装足金具が出土している。
土師器皿は11世紀のものであり、左側壁立柱近くの攪乱より出土している。盗掘等の目的で侵入した際の痕跡とみられる。
この他にも玄室外からは坏身や坏蓋などの須恵器が出土しており、土器の時期は盗掘時の遺物を除き古代Ⅰ2期（飛鳥時代）の範疇に収まるものと考えられる。
床下の高坏も同時期であることから本墳の築造時期もこれに当てはまるものと判断している。

### 河田山16号墳

#### 墳丘
河田山古墳群中最大の円墳。直径27mで主体部も中央に位置する。墳丘は主体部範囲外の南側がかなり流出するが、北側は盛土が残存しており、旧表土も確認できた。広い墳頂平坦面を持つ墳形だったと考えられ墳裾からの比高は1.5m。

#### 主体部
割竹形木棺の大小2基を同時埋置した大型の墓壙で、長軸は尾根にほぼ平行である。墓壙の掘方は大小2基の棺規模に合致した平面台形で、深さは80～90cmを測り、盛土上から断面台形に掘り込まれている。
墓壙の西短辺に白色粘土の貼り付けが認められたようだが、性格は不明。墓壙横断面の土層には、両木棺の陥没痕が明瞭である。大きい方の1号棺の掘り込みは、幅が約1.1m、長軸が約8.5mと極めて長大である。
しかし内部の僅かな段や貼り付けた粘土の状況から、実際には下底部長軸寸法の約7.5m程と思われる。いずれにしても古墳群では最大規模である。小さい方の2号棺は、長軸約6m（下底5.8m）、幅約0.9mである。
木棺を安置する両端部や、縁取る周囲には、赤褐色～青色の粘土が部分的に用いられていたようである。

#### 出土遺物
主体部直上の陥没痕からは7世紀後半～8世紀頃の須恵器の短頸壺が出土している。
本墳に伴うと思われる土器は、墳丘西側の流出部で僅かに細片を確認しており、恐らく古墳時代前期の範囲に収まると思われるが、確実に伴うものかは不明である。
主体部では、1号棺で管玉が1点のみ、2号棺で短剣が1点という内容で、主体部規模からみれば拍子抜けするほど副葬品は乏しい。

### 河田山20号墳

#### 墳丘
19号墳と32号墳に挟まれた前方後円墳で、本墳がある尾根筋上では、ほぼ最高所となる。墳丘主軸はN70°E。
後円部は、南側に向かって土の流失が激しく、墳裾も把握できない。くびれ部には浅めの周溝が残存しているが、前方部に至ると円墳の24号墳が周溝を重ねてきている。
北側は比較的残りが良いものの、周溝を確認できるのは前方部の前端部近くのみで、あとはテラス状となっている。
以上の状況から推定した規模は、全長約28m、後円部径17.5m、くびれ部幅6m、前端部幅8.5mである。墳丘盛土は後円部北縁部にのみ残存し、頂部は墳裾からの比高約2.2mを測る。

#### 主体部
主体部は後円部の中央で、ほぼ主軸に近い方向で確認されているが、上部盛土流失のため、地山への掘り込み部分しか検出していない。
平面形は隅丸長方形で、長軸約4.8m（下底4.3m）、幅は約1.5mと推定している。
舟形に近い木棺であろうか、棺床は東方向（尾根の山側方向）に緩やかに高くなっており、横断面は皿形、主軸線中央部に沿って青白色粘土が確認されている。
『前方後円墳集成』では内部主体は墳丘主軸と平行する割竹形木棺(直葬)としている。

#### 出土遺物
主体部からは、方形板鍬鋤先が1点のみ西寄り中央で発見されている。盛土とともに流失した可能性が高い。
墳丘・周溝出土遺物は比較的豊富で、主なものでは、南側くびれ部周溝下底から二重口縁壺、後円部北東裾部で高坏脚部が出土している。
後円部西裾部からの壺形土器口縁片は、北側21号墳との境で胴部片を中心とする集中区内に接合関係をもつ破片がある。また、32号墳周溝共有部から直口壺胴部が出土している。いずれも漆7群前後の古い段階(4世紀始め)の土師器と考えられる。
ほかに、21号墳との境の一群内に不明鉄片、南側くびれ部近くから小さな鍛冶滓2点が出土している。

### 河田山25号墳

#### 墳丘
32 号墳の南方、約20mの間を空けた斜面に築造された円墳。直径約10mのほぼ正円形をなす。
山側の周溝は深く、70cm近い掘り込みとなるが、斜面裾に向けて次第に浅くなる。斜面の傾斜方向を主軸とした場合の最下端から、やや東に寄ったところでブリッジ状に周溝が浅くなる部分がある。斜面側の周溝立ち上がりが流失しただけとも考えられ、判然としない。
ただ、その部分に隣接して供献土器の集中範囲があること、また、その延長上に鉄器を伴う土坑が存在することなどから、何らかの祭祀行為と関連するのかもしれない。
主体部は流失したようで確認できなかった。

#### 出土遺物
河田山古墳群内で須恵器を伴う供献土器のまとまった出土は本墳が唯一である。
周溝内に、須恵器蓋坏のセットと土師器高坏、および土師器壺が溝に沿って帯状に分布する出土状況で、下開発茶臼山古墳群や八里向山F2号墳など当該期に類例が多い。
内訳は、須恵器坏身5点、坏蓋3点、土師器高坏7点、土師器埦1点、土師器壺1点で、土師器は欠損部が多い。
これら南西半部に土師器の壺と高坏が伴い、北東半部では、坏身2個体に土師器埦と多くの高坏が伴う。須恵器蓋坏にやや古手を含むが、新しいものは概ねTK23併行、土師器などから漆13群新段階併行（5世紀末）と考えている。
また、東側周溝中程より、U字形鍬鋤先が出土している。

### 河田山33号墳

#### 墳丘
尾根頂上部よりやや下った南西向きの斜面に築造された方墳で、石室に基づく主軸Ｎ 20°Ｗである。
斜面の上方となる北側と東側に周溝を巡らせ、西側は斜面となるため周溝は設けていない。墳形はやや前庭部に合わせて開く台形状を呈し、主軸上で約9.5m、幅は西側が大きく流れているため推定となるが約9mである。
標高値については32号墳と接する周溝東側底面では32.3m、西側斜面へと途切れる周溝北西側の底面で31.4mと比高0.9mを測る。
33号墳も12号墳同様、盗掘を受けており、表土直下から石室石材が露出している状態であった。このため墳丘盛土と認識できる層はほとんど残存していなかった。
周溝は尾根の頂上部側にあたる北側から南東側のみを巡らせている。北側の斜面近くで約1.9m、溝底から立ち上がりまで約64cm を測り、北側の墳丘コーナー部で浅くなり、陸橋状をなし一旦途切れる。この部位の性格は不明である。
32号墳の墳丘を切る周溝東側はやや歪になるが、幅約3.3mと最も広く深く、溝底から立ち上がりまで1.3m を測る。墳丘南端の角部で最も狭く幅1.6m、深さ30cmで、立ち上がりを失いながら前庭部前に広がるテラス面へとつながる。

#### 石室

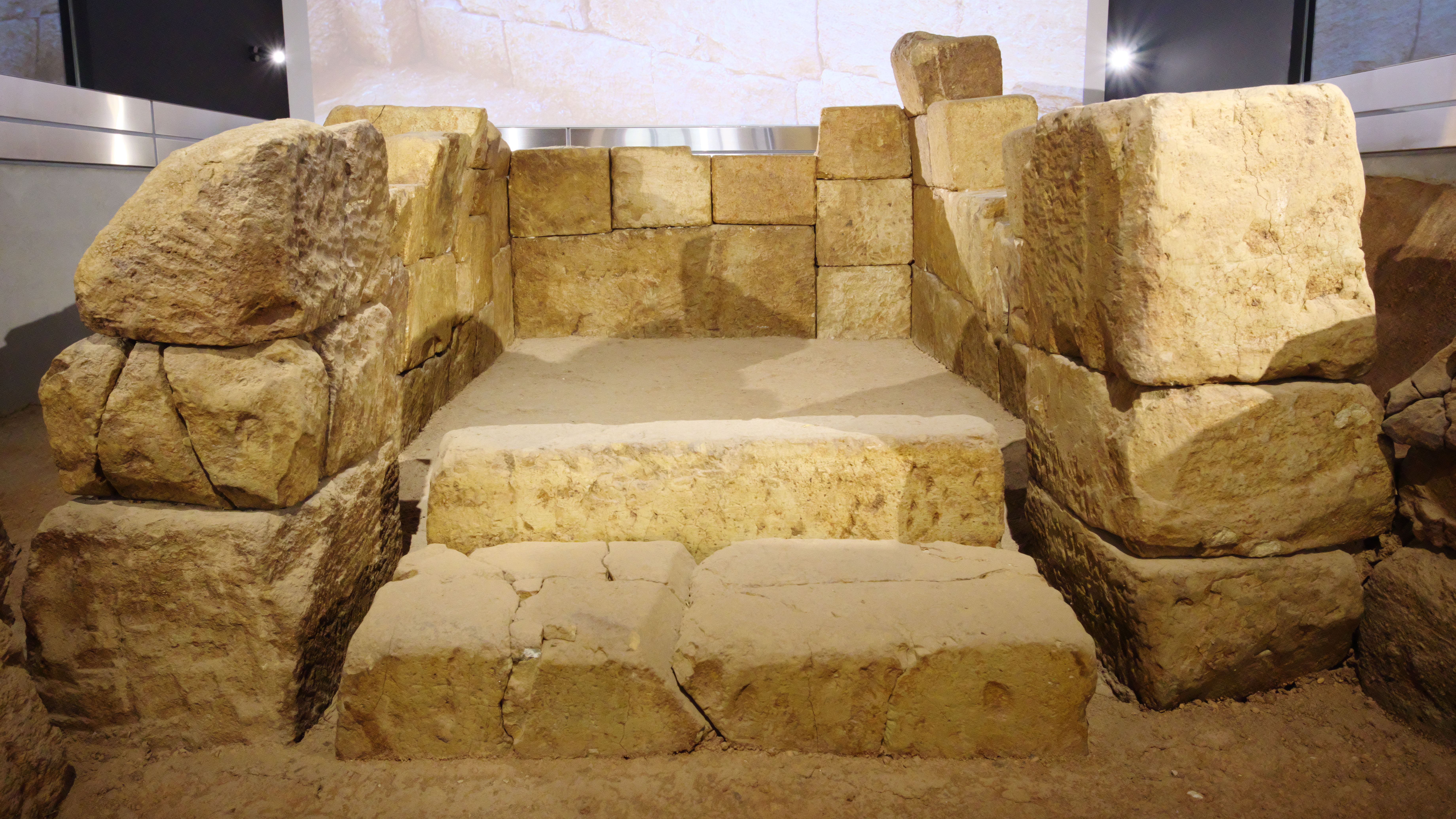
33号墳の切石積石室
加賀国府ものがたり館々内に展示

埋葬施設は12号墳と同様に周辺産出の石材を用いた凝灰岩切石積石室で、石室主軸もほぼ同じ座標北から20°東へ傾けた南西方向に開口する。
12号墳と同様に石室上部は盗掘により失われているが、玄室長3.3m、奥壁幅 2.0m、前庭部長 3.4m を測る。
玄室に使用されている石材は 12 号墳同様、周辺で切り出されたとみられる凝灰岩であるが、前庭の石列に使用されている石材は、地山に含有される流紋岩や黒曜岩などの火山岩が使用されている。
石室は調査後移築され、河田山古墳群史跡資料館（現在の加賀国府ものがたり館）の中心に発掘調査完了時の状態で復元する展示となっている。

#### 出土遺物
本墳の出土遺物は石室内よりわずかに鉄釘と鎹、盗掘時のものと考えられる土師器皿のみが出土している。前庭部付近からは古代Ⅱ1期(飛鳥時代)に該当する高坏と坏が出土しており、築造時期もおよそこの時期に当てはまるものと考えている。
この他に大きく時期の離れる TK208期並行(5世紀中頃)の甕や𤭯等が、前庭部付近や墳丘西側斜面で発見されている。位置関係から、33号墳の築造場所には前代の古墳があった可能性も十分に考えられ、おそらくは33号墳が破壊した中期古墳の遺物であると推測される。

### 河田山36号墳

#### 墳丘

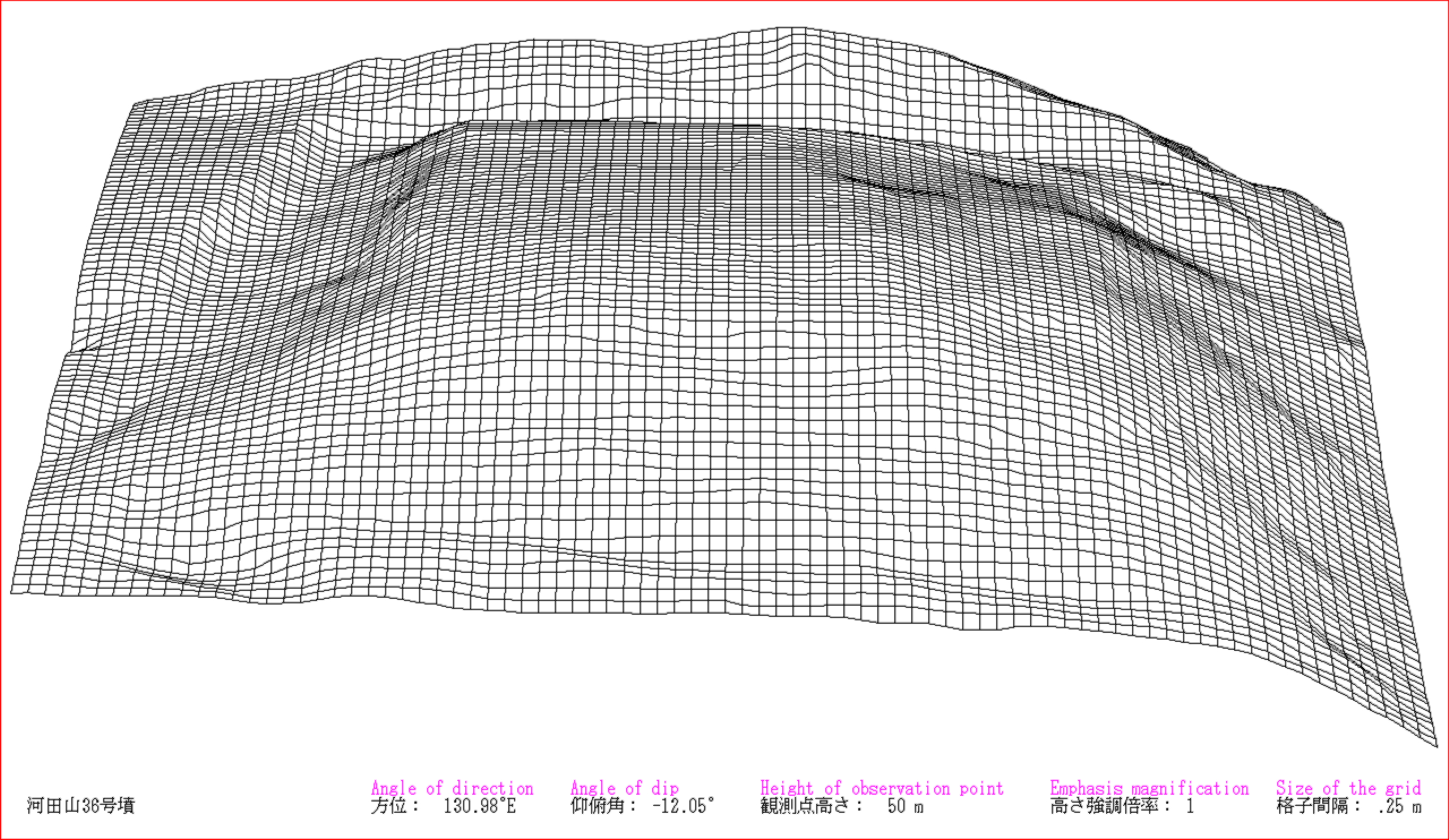
3DCGで描画。北西方向から見る
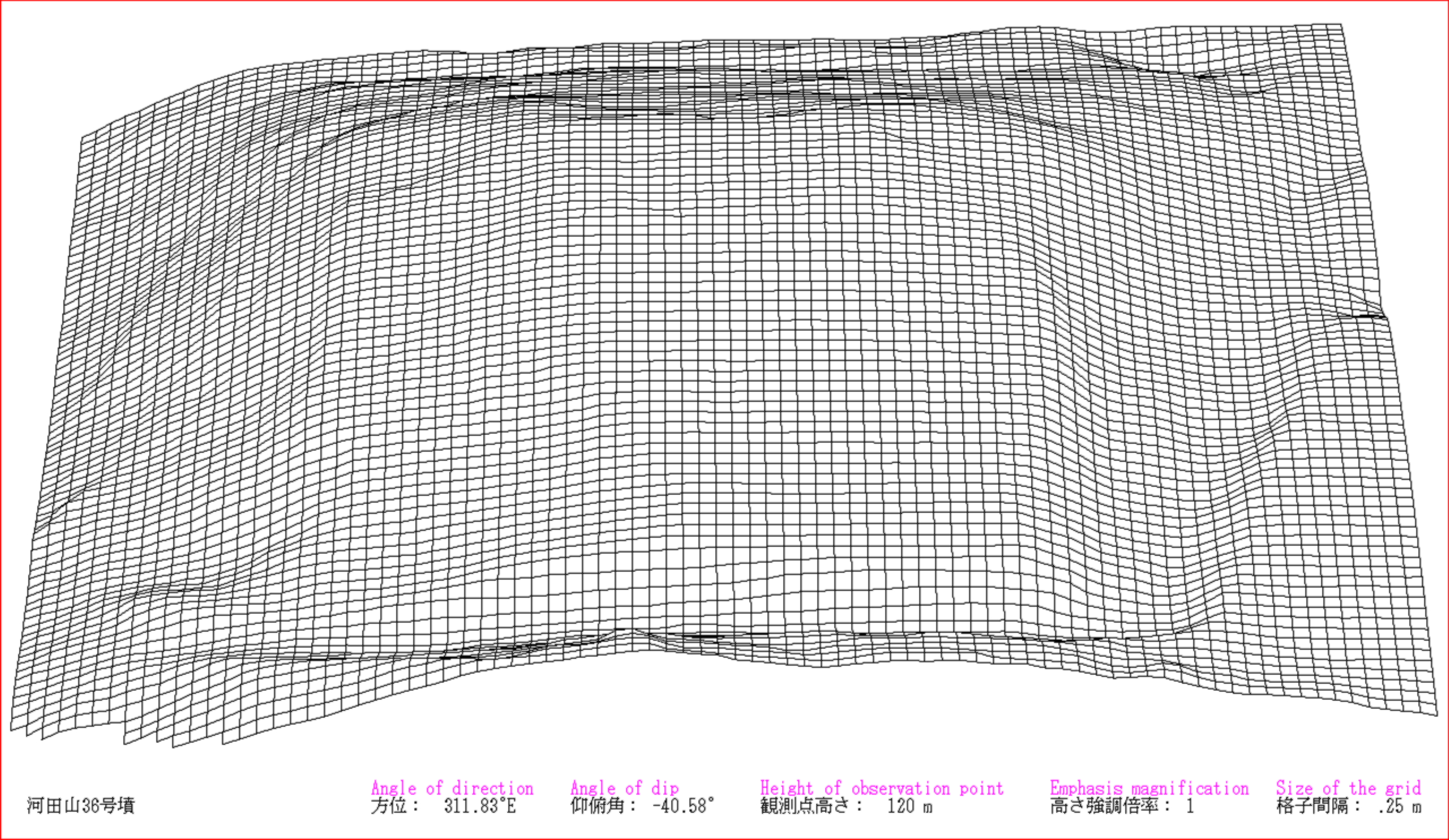
3DCGで描画。南東方向から見る
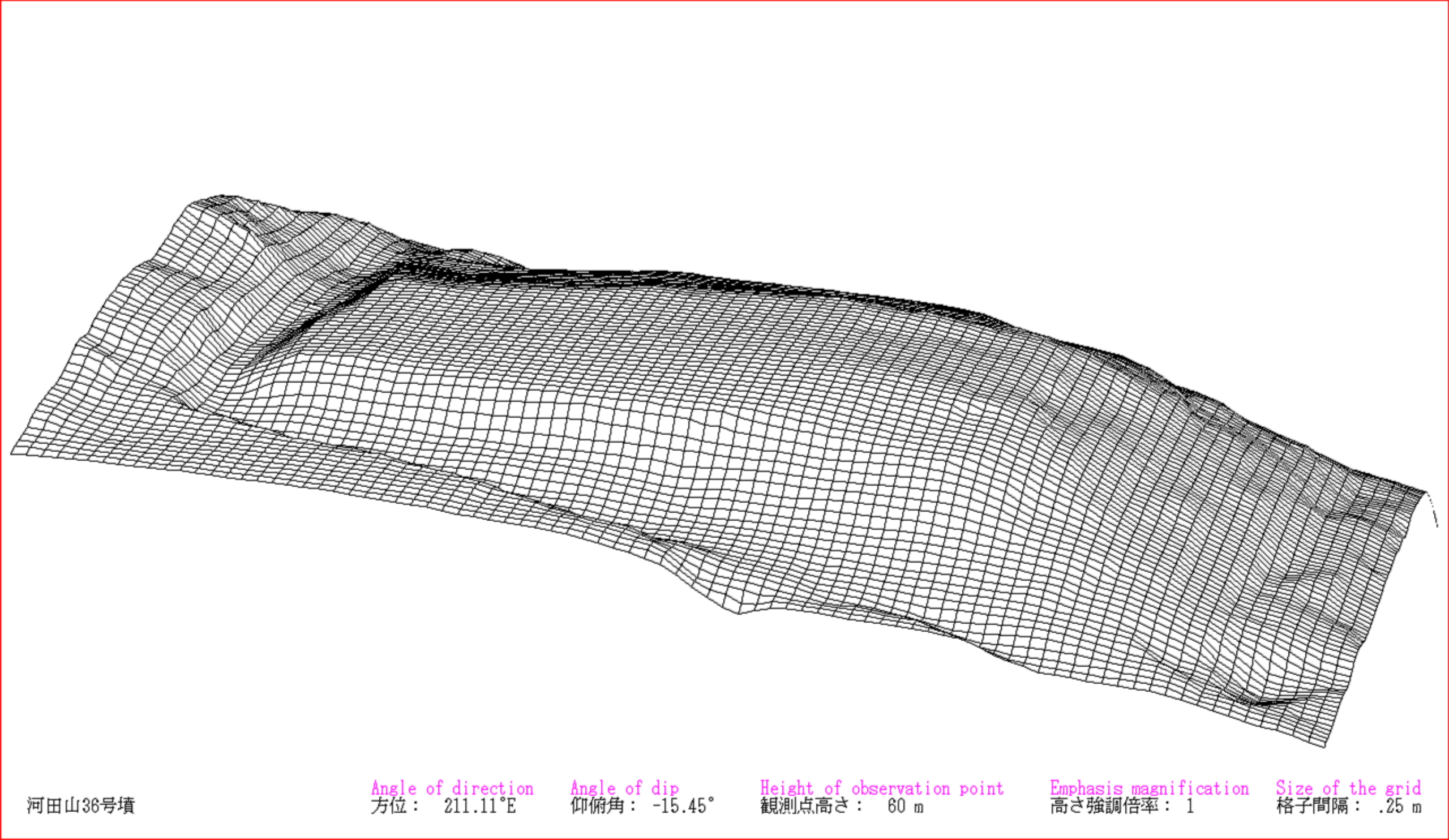
3DCGで描画。北東方向から見る
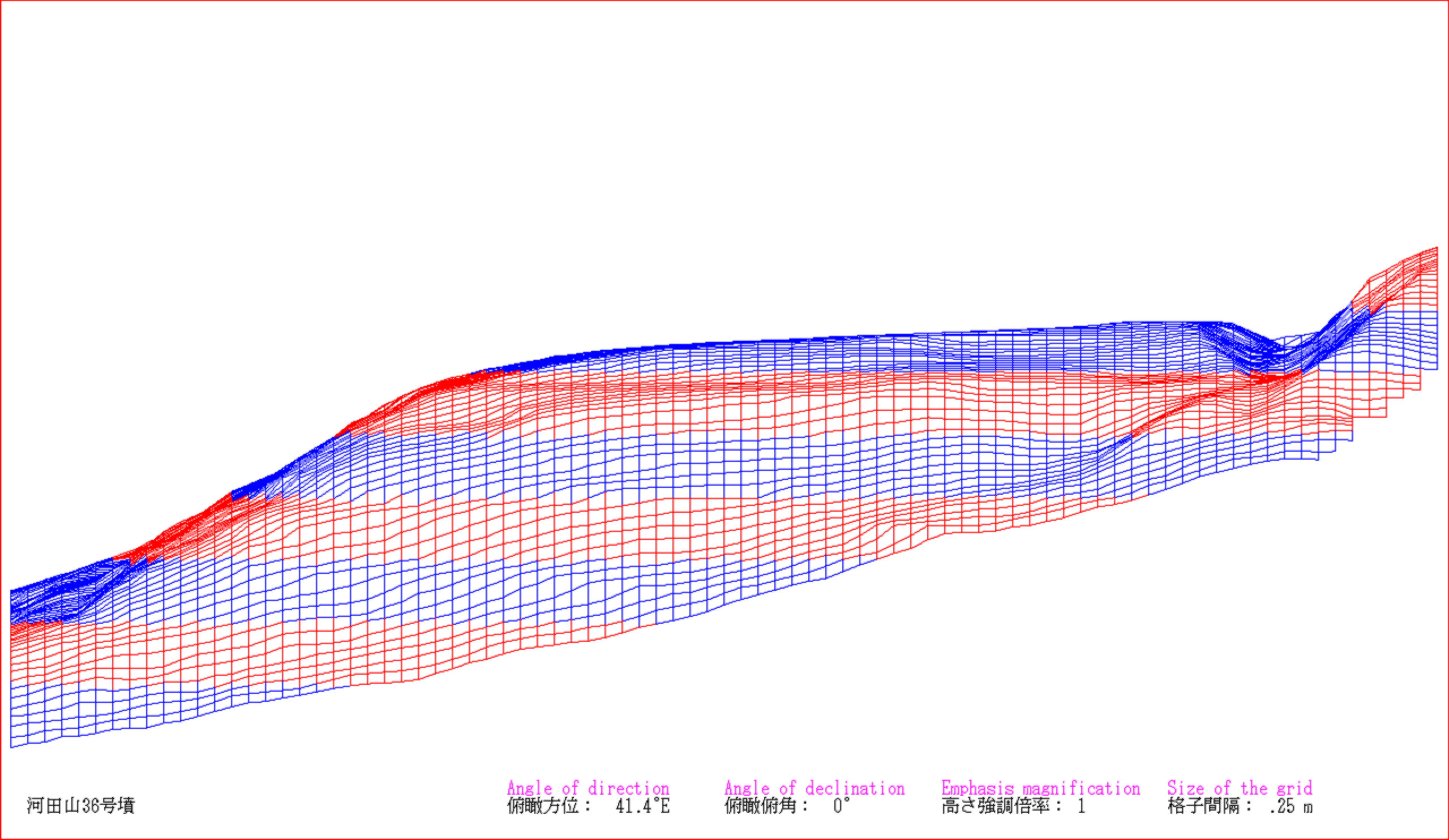
3DCGで描画。真横から見る

尾根の最高所からやや北側に下った最も古墳が密集する地点に位置する方墳。この古墳は丘陵斜面にL字型に周溝をめぐらせ、山側は地山を削り出して墳丘の構築を行っている。墳丘は主軸を北東に向け、墳丘下方に向けハの字状に広がる。
縦軸で約17m、横幅が山側で幅約13m、斜面下方で約17mを測る。斜面下方から墳丘を立派に見せる意図があったと考えられる。
尾根下方の墳裾は、37号墳との間に犬走り状のテラスがあり、地山削り出しの小さな段差で比較的明瞭に区切られている。
墳頂平坦面は縦11m×横10.5mで、墳頂平坦面の斜面下方約半分を盛土により造成している。その中央部で縦位に主体部が設けられている。
調査当時の現地説明資料では、河田山10号墳として一辺約20mの方墳と紹介されていた。

#### 主体部
中心軸に主体部があり、その横で小型の土坑1基を検出している。前者を第1主体部、後者を第2主体部とした。
第1主体部は表土から約20cm程掘り下げた時点で、主軸に沿って暗褐色から黒褐色を呈する細い溝状の陥没痕プランが確認された。第1主体部の墓壙のプランは、長軸約8.4m、幅約2.7mの隅丸長方形で木棺部まで3段掘りのプランを確認。
墓壙は、墳丘造成後に縦位に掘り込まれるが、尾根下方側は墳丘盛土部分にあたることから、木棺の据え付けが地山への掘り込みになるよう、墓壙の深さを設定している。
木棺部のプランは長軸が約 5.9mで、幅は北西（尾根下方）端部で約1m、南東（山側）端部近くで約0.7mとやや狭い。これは棺床は南東に向かって緩やかに高くなっている影響と思われる。棺床の南東半部と北東半部にそれぞれ白色粘土範囲が見られる。
第2主体部は、長軸約2.7m、幅約0.7mで、断面はやや開いたコの字形を呈する。木棺痕跡を示すような土層堆積はみられない。

#### 出土遺物

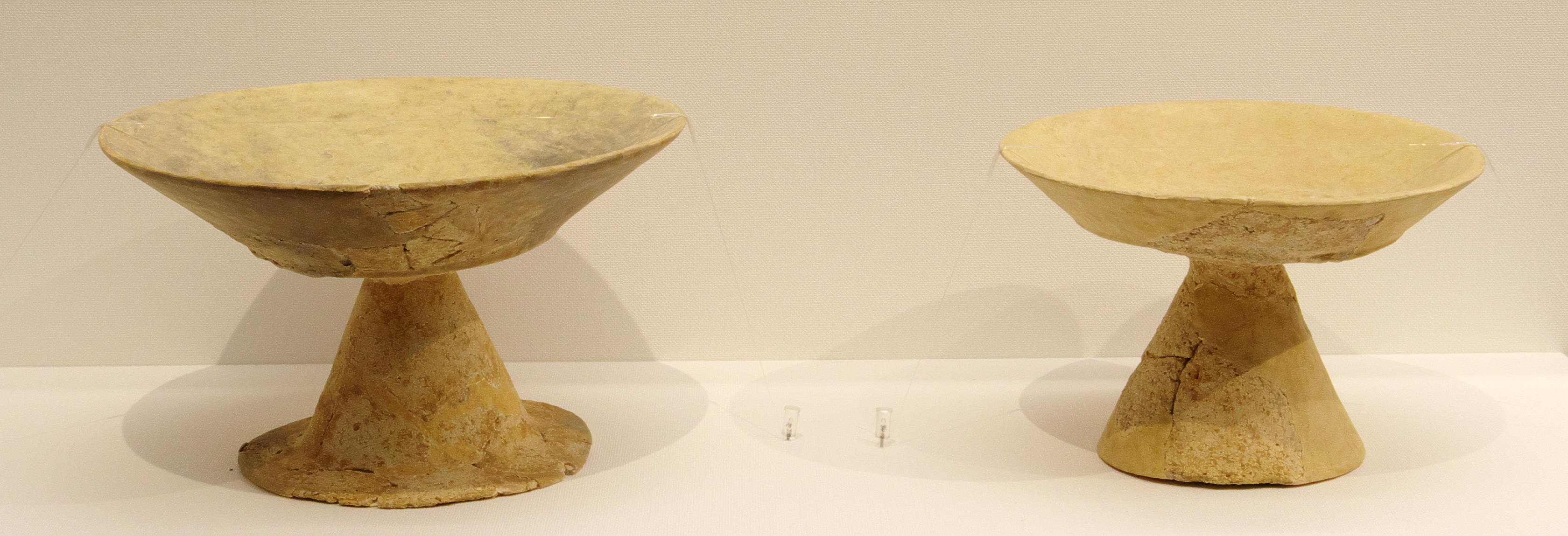
36号墳出土の土師器高坏
加賀国府ものがたり館々内に展示

供献土器としては、左辺中央部の周溝下底近くより高坏が中心にまとまって検出されている。出土位置にあまり個体ごとのまとまりが見られず、使用後に複数個体が一括廃棄されたような出土状態であった。漆12群相当（5世紀中葉）と考えている。
また、周溝東コーナー部から大型の砥石が出土しており、さらに尾根下方墳裾テラスの西端部近くで、鉄器の鍬鋤先が1点出土している。
主体部の遺物出土範囲は、南東区、中央区、北西区の3つに区分可能である。南東区では白色粘土をはさんで鉄剣と鉄刀が切っ先を北西に向けて配され、鉄剣の近くで両頭金具1点が出土している。
中央区では、南東寄りに鉄鏃、中央に鍬鋤先、斧、鎌、鉇、刀子が各1点、北西寄りに鎌1点が分布。北西区では、白色粘土の片側に鉄剣1点が切っ先を北西に向けて副葬されている。

### 河田山48号墳
47・48・49号墳と3つの円墳が並んだ中央の古墳。

#### 墳丘
3墳のうち最も大きな円墳で、直径は約16mを測る。周溝はほぼ全周するが、周溝内部はバナナ状に深く掘り込んだ土坑が連結し、ブリッジのように浅い掘り残しが3箇所で確認される。
東側と南側に掘り込まれている単位周溝は幅も広くしっかりと掘り込まれており、深いところでは上面から70～80cmほどである。西側では周溝の立ち上がりが不明瞭。

#### 主体部
3墳のうち、唯一主体部を検出。墳丘のほぼ中央に位置し、主軸はほぼ N15°E を指す。長軸約8.8m、幅約2.5m の隅丸長方形で、南側へやや幅広となる。掘り込みは浅く皿形で、副葬品等は検出されなかった。

#### 出土遺物
南西周溝に甑1個体の部分破片が集中して出土した。墳丘対面の北東周溝では、小型の土師器甕1点に加えて、約12個体分以上という大量の土師器埦が集中出土している。
また、集中箇所が2ブロックに分かれるものの、接合破片がまたがって分布していることから、その場に配置されたものでは無く、供献祭祀後に一括廃棄されたものと考えられる。
とはいえ、尾根上の古墳群ではあまり見ることのできない大量に供献された一括性の高い良好な資料群である。甑や土師器埦の傾向からは、漆13群でも新しい段階（5世紀末）に位置づけられる。
また南東周溝で自然礫（角礫）を集積した箇所を検出しているが、その性格等は不明である。

### 河田山56号墳

#### 墳丘
方墳。山側を直線的に深い周溝が断ち切り、周溝下底と上方尾根との比高は約1m、墳丘側とは約0.4m を測る。両側辺は、山側周溝より約1m程の落差をもったテラスが形成されている。
山側に一番近い位置で墳丘上面との比高は、北側辺で約1.5m、南側辺で約1mである。前面にかけてはテラス面は明瞭ではなく、前面墳裾と上面との比高は約1.8mを測る。主軸長は約13m、山側で測る最大幅は約13.5mである。
中央に主体部が設けられているが、主体部より山側は盛土が残存せずにほぼ地山面で、主体部より尾根下方側で盛土及び旧表土を認める。

#### 主体部
墳丘上面のやや南に寄った位置に横位で検出されている。墓壙は、盛土上からの掘削だが、山側ではほぼ地山面からの掘り込み、尾根下方側では上半部が盛土中にある。
隅丸長方形の平面で、長軸約8m、最大幅約2.3m、深さは約0.8m を測り、南側端部は、墳丘外へ開口することになる。
下底部中央に、幅約60cm、深さ約25cm、長軸約7mにおよぶ割竹形木棺を設置する溝が設けられている。その内部の両小口には僅かな段が認められ、最下底面で測る長軸約6.3mが、実際の木棺の大きさと推測される。
棺床は北に向かって緩やかに高くなっている。

#### 出土遺物
墳丘からの明確な出土遺物はないが、出土位置が照合できない出土遺物として小型壺と高坏脚部などがある。いずれも漆12群相当（5世紀中葉）。
主体部副葬品は、中央よりやや北寄りで、剣2点が切っ先を南に向けて被葬者を挟むように配置されていた。このことから、頭位は北方向であったと推測される。

### 河田山60号墳

#### 墳丘
古墳群最大の前方後円墳。全長約50mで、後円部径約28.5m、前方部長約23m、前方部前端幅約23m、くびれ部幅約13mとなる。
全体に地形変形と流失が著しく、墳裾の理解を変えると、全長約54m、後円部径が約 33m、くびれ部幅約17.7m、前方部前端幅約26.4m ともなる。『前方後円墳集成』では全長45mともされている。
調査当初、くびれ部から大量の須恵器が出土し、墓前祭祀かとも言われたが、結局くびれ付近で後円部の墳丘を利用した奈良時代の須恵器窯跡1基が存在していた。
須恵器窯の西からテラス状緩斜面がひろがっており、前方部を斜めに切り通すような地形改変が須恵器窯の操業時に行われていた可能性がある。後円部北側の周溝堀切が、前方後円墳認定の根拠となっている。

#### 主体部・出土遺物
調査時、明確な主体部形状は判明しなかった。主体部相当付近から、直刀1点、剣破片（茎部2点を含む）、管玉2点が出土。土器等の出土は、弥生土器甕片が含まれるほかは認められない。
『前方後円墳集成』では、主体部は後円部中央左寄りで流出とある。割竹形木棺か、とされている。

## 河田山古墳公園と加賀国府ものがたり館
1号墳・9号墳・移築12号墳を取り込んだ公園。1号墳が所在する山の北麓に児童公園も付設。
公園の北西に加賀国府ものがたり館（旧河田山古墳群史跡資料館）。同館の展示内容は、河田山33号墳切石積石室と映像シアター、稲作ムラの誕生から発展～加賀国誕生！国府と国分寺など。
加賀国府ものがたり館の来館者に展示内容を詳しく知ってもらうため、8カ所の展示解説スポットを自動で誘導し解説するアバターロボット導入。
- 石川県小松市国府台3丁目64
- 駐車場あり

## 調査と整備小史
- 1977年度：石川考古学研究会により分布調査で1号墳が発見される[12]
- 1982年夏：金沢大学考古学研究会により1号墳の第1次発掘が行われる[13]
- 1982年：この頃小松市東部地区産業振興団地造成事業の計画が進む[16]
- 1983年夏：金沢大学考古学研究会により1号墳の第2次発掘が行われる[13]
- 1984年：小松市による初めてのトレンチ調査。6・7号墳発見。[16]
- 1985年度まで：金沢大学考古学研究会が独自の分布調査で15基の古墳を確認[4]
- 1986年5月：小松市が分布調査を再開。15号墳までを確認[16]
- 1986年7月：調査の大規模化により分布調査から面的な発掘調査に切り替える[16]
- 1986年7月23日：小松市が「グリーンタウン国府台」という名称で造成地のカタログ販売を開始[21]
- 1986年7月27日：石川考古学研究会の例会として古墳群を踏査。50基前後が追認[22]
- 1986年9月11日：石川考古学研究会から小松市に対し、『小松市東部産業振興団地造成事業に係る遺跡保存の要望書』が提出される[23]
- 1986年10月：小松市教育委員会による発掘調査現地説明会[18]
- 1987年4～5月：12号墳の横穴式石室が日本初のアーチ形石室として新聞各紙で報道[24][25][26]
- 1987年6月7日：小松市教育委員会による発掘調査現地説明会、600名が見学[21]
- 1987年7月9日：石川考古学研究会から『小松市河田山古墳群の切石積石室古墳の保存について』と題する声明文が出される[27]
- 1987年8月：石室の移築保存、史跡公園・資料館での公開活用をめざすことに[16]
- 1987年9月：55基の古墳の調査完了[16]
- 1992年：河田山古墳群史跡資料館・河田山古墳公園開設[16]
- 2022年：1・9・12号墳が小松市指定史跡に
- 2023年7月：河田山古墳群史跡資料館が加賀国府ものがたり館としてリニューアル[19]
- 2023年夏：金沢学院大学が9号墳を調査[7]

## 交通アクセス
- 加賀国府ものがたり館までJR西日本北陸新幹線 小松駅から自動車で13分（国道305号経由）
- 小松駅より北鉄加賀バス国府線にて約30分、終点「国府台」下車、徒歩約5分